# Synagogue d'Avignon
La synagogue d'Avignon est un lieu de culte israélite au cœur de l'ancienne carrière d'Avignon. 

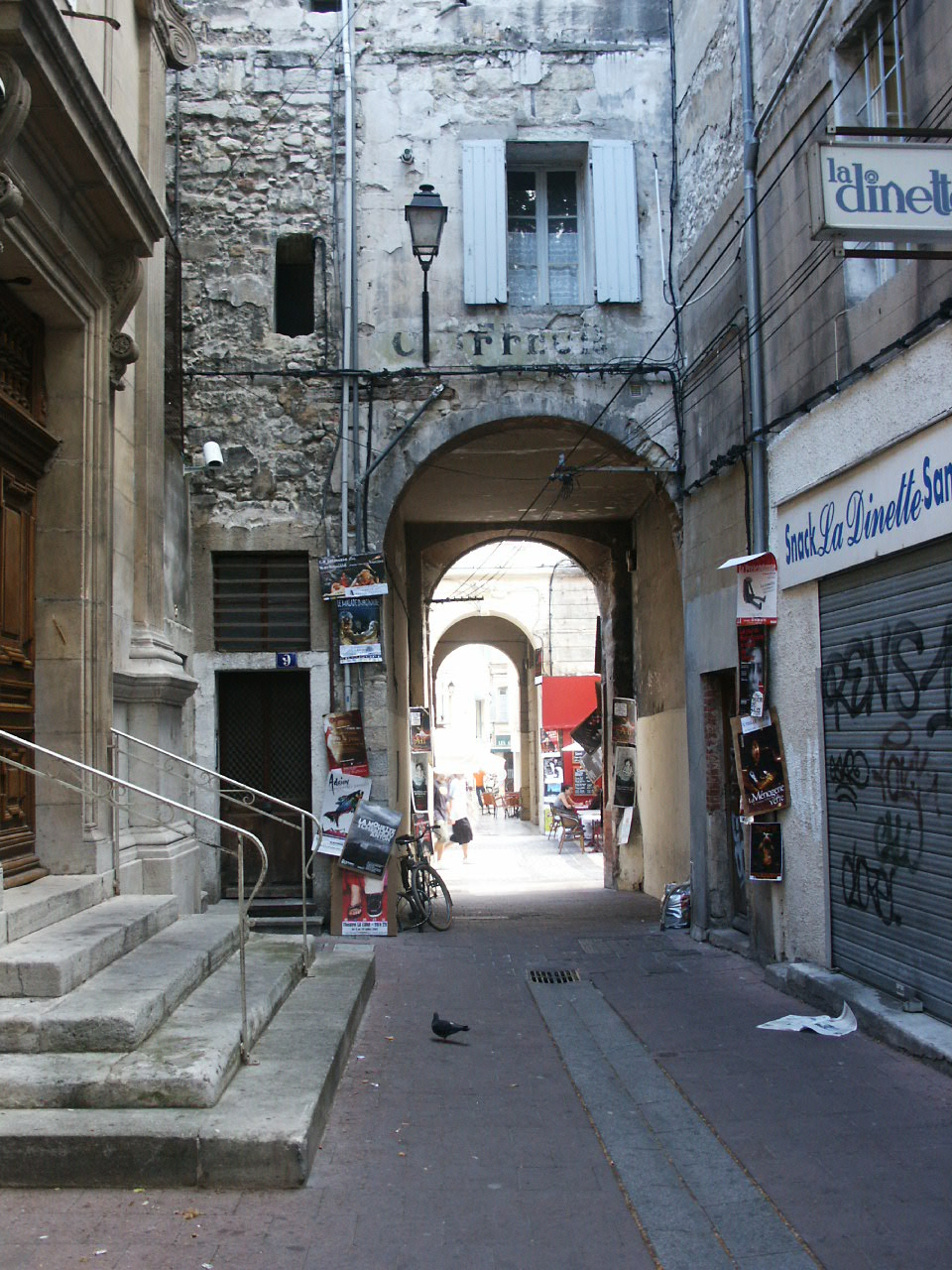
Portalet de la Calandre, porte de l'ancienne Carrière d'Avignon à côté de l'entrée de la synagogue

## Historique
Une synagogue plus ancienne existait auparavant, dans la vieille juiverie, entre la place du Palais des Papes, et le Pont Saint-Bénézet. C'est l'évêque d'Avignon qui fixa, à la fin des années 1220, le lieu d'une nouvelle carrière et sa synagogue, qui est toujours l'emplacement du bâtiment sur l'actuelle place Jérusalem. Les Juifs étaient contraints d'habiter dans ce quartier qui était fermé par trois portes : la porte d'En-haut, la porte d'En-Bas et le portalet de la Calandre.
La synagogue, parfois appelée escolo, fut rebâtie entre 1785 et 1787 par François Franque et fut somptueusement décorée. Elle comprend alors plusieurs salles pour la vie de la communauté juive : un bain rituel, une boucherie, une boulangerie, une salle d'étude, une salle pour les mariages, etc. Détruite par un incendie en 1845, elle a été complètement reconstruite en 1846 par l'architecte Joseph-Auguste Joffroy.
Elle a été classée au titre des monuments historiques par arrêté du 21 août 1990.

## Architecture

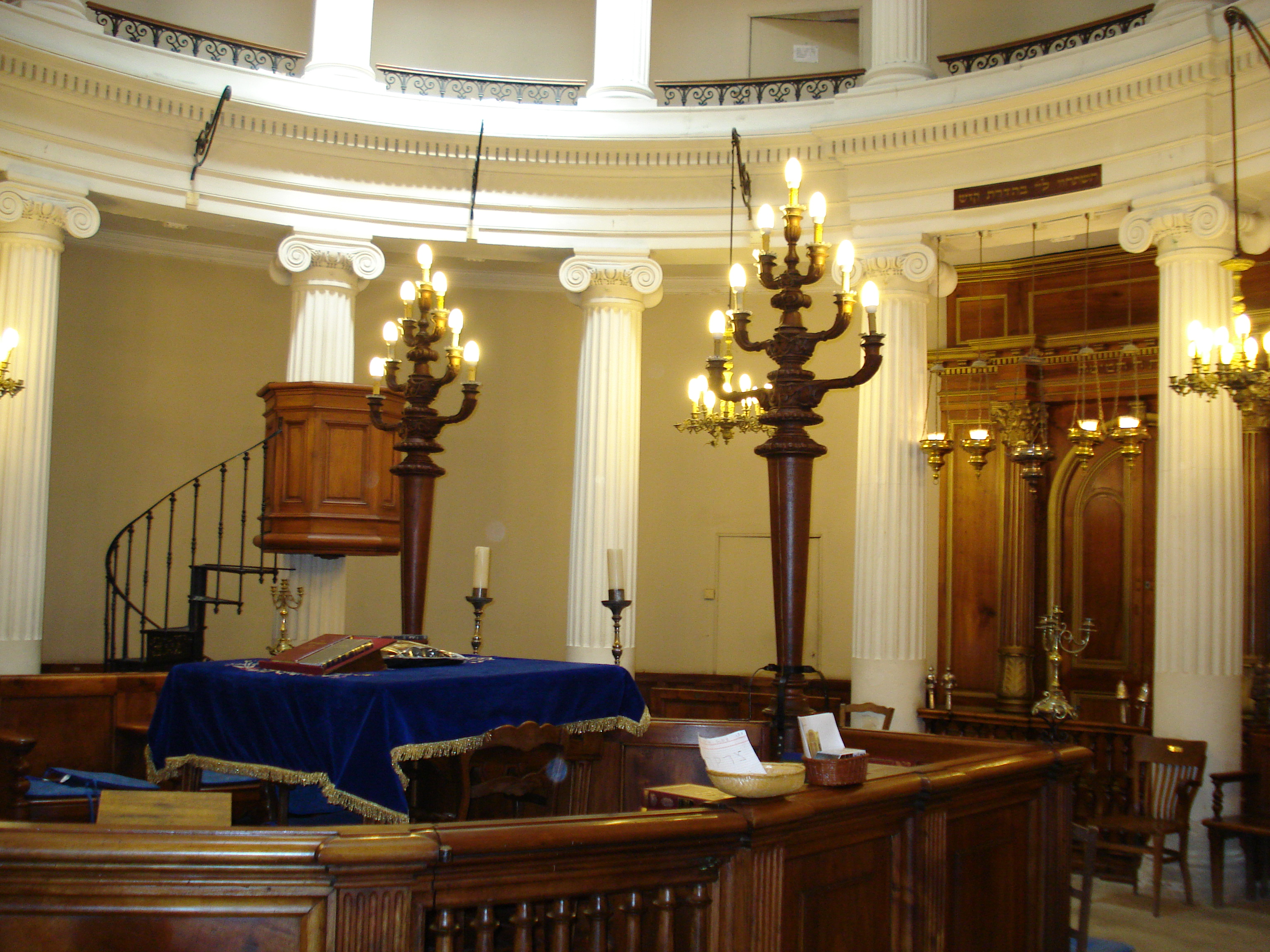
La salle de prière

Une rotonde néo-classique, soutenue par des colonnes blanches et couverte d'une coupole, constitue désormais la salle de prière qui s'inscrit toujours dans un bâtiment carré. Le mobilier est en noyer.
On remarquera notamment l'absence du siège d'Élie, qui distinguait les synagogues comtadines.